# Martti
Martti ist ein männlicher Vorname.
Er ist die finnische und eine estnische Variante des aus dem Lateinischen stammenden Vornamens Martin.

## Namensträger
- Martti Ahtisaari (1937–2023), finnischer Diplomat und Politiker
- Martti Jarkko (* 1953), finnischer Eishockeyspieler
- Martti Kellokumpu (* 1963), finnischer Freestyle-Skier
- Martti Korhonen (* 1953), finnischer Politiker
- Martti Laakso (* 1943), finnischer Ringer
- Martti Lappalainen (1902–1941), finnischer Skilangläufer
- Martti Miettunen (1907–2002), finnischer Politiker
- Martti Rautanen (1845–1926), finnischer Missionar
- Martti Rautio (1935–2017), kanadischer Skilangläufer
- Martti Talvela (1935–1989), finnischer Opernsänger
- Martti Uosikkinen (1909–1940), finnischer Turner
- Martti Vainio (* 1950), finnischer Leichtathlet
- Kurt Martti Wallenius (1893–1984), finnischer Militär

## Sonstiges
- Martti (Turku), Stadtteil der finnischen Stadt Turku